# Bức tranh (tiểu thuyết)
Bức tranh (tiếng Nga: Картина) là một cuốn tiểu thuyết tâm lý - lãng mạn của nhà văn Daniil Granin, ra đời năm 1979.

## Chuyển thể
- Bức tranh (phim, 1985)